# Cheumatopsyche halima
Cheumatopsyche halima là một loài Trichoptera trong họ Hydropsychidae. Chúng phân bố ở miền Tân bắc.